# Automolis lateritia
Automolis lateritia är en fjärilsart som beskrevs av Herrich-Schäffer 1855. Automolis lateritia ingår i släktet Automolis och familjen björnspinnare. Inga underarter finns listade i Catalogue of Life.